# 掀起你的盖头来
《掀起你的盖头来》是王洛宾所作的一首中國西部民歌，改编自新疆乌孜别克族民歌《卡拉卡西乌开姆》（另有一说，改编自维吾尔族民歌《亚里亚》），为其代表作品之一。

## 由来
1939年，王洛宾随同西宁青海抗战剧团，到河西走廊编演抗战舞台剧。有一次他在酒泉喀什地区搜集到这首南疆的民族舞曲，及后将这首舞曲改编成《掀起你的盖头来》。
王洛宾在音乐札记的记述，提到这首歌曲是来自当地讨新娘的一种乡间娱乐，当地人于秋收在麦场休息的时候，一位老汉穿上妇女的服装，戴上盖头，作出扭捏摇摆的动作；然后有一位青年围着老汉一边唱歌、一边跳舞，最后掀开盖头一看，发现原来是一位老头，引起围观的人们哄堂大笑。
当地民族的婚礼过程，往往喜欢唱歌和跳舞，流传下来许多版本的《掀盖头歌》，旋律朗朗上囗，饶有趣味，歌词又各自不同。

## 影响
这首歌曲是中国女子竞技体操选手江鈺源参加各场竞赛，于自由体操项目所选择的音乐，包括她于2008年夏季奥运会为国家队获得全能金牌，同样也是选择这首歌曲。
2005年央视春晚，维吾尔族歌手艾尔肯·阿布杜拉曾演唱过这首歌曲。加拿大铜管合奏团也曾演绎过这首作品。